# هوهنتورم
هوهنتورم (به آلمانی: Hohenthurm) یک منطقهٔ مسکونی در آلمان است که در لندزبرگ، زاکسن-آنهالت واقع شده‌است. هوهنتورم ۱٬۶۲۹ نفر جمعیت دارد.